# Патрицій
Патри́цій (лат. patricius — від pater — «батько», тобто «нащадок батьків») — представник знатних родів у Стародавньому Римі. У ширшому значенні — людина шляхетного походження.

## Античність
У Стародавньому Римі спочатку до патриціїв відносили усе корінне населення, що входило до родової общини і становило римський народ (лат. Populus Romanus Quiritium), яке протистояло плебеям. Після виділення з роду вельможних патріархальних сімей до патриціїв почала належати тільки родова аристократія, предки якої колись становили царський сенат. Належність до родової аристократії можна було отримати тільки за правом народження, або шляхом всиновлення чи нагородження. Це право втрачалося після смерті або через обмеження в правах.
З кінця VI століття до н. е. патриції перетворилися на панівний клас — стан Римської республіки. Економічною основою їх могутності було виняткове право на використання суспільної землі (ager publicus).
Після включення плебеїв до складу римського народу і зрівнянні їх у правах з патриціями (поч. ІІІ ст. до н. е.), верхівка патриціїв, або патриціата, і плебса, обʼєднавшись, утворили нобілітет.
В епоху ранньої Імперії виник новий патриціат, який склав привілейовану частину сенаторського стану. До нього входили висунуті імператором уродженці Італії та провінцій. На цей час старі патриціанські роди вимерли, і стан поповнився за рахунок неофітів, «аристократії за листами», яким імператор дав патриціанський титул як нагороду за службу (цей процес почав ще Юлій Цезар).
В епоху пізньої Імперії уроджених патриціїв майже не залишилося, а титулом патриція нагороджував тільки сам імператор. Цей титул був одним з найвищих звань у державі, але вже не був пов'язаний з певною посадою.

## Середньовічна Німеччина
«Патриціями» (нім. Patrizier) також називалися вищі верстви імперського міського бюргерства, представники купецької знаті, чиновництва магістратів.
Патриціату (нім. Patriziat) належала фінансова, політико-адміністративна та судова влада в імперських та вільних містах. Вони, як правило, складали Міську раду (нім. StadtRat, Bürgerschaft), очолювали найважливіші міські заклади, обиралися сенаторами.
За соціальним станом патриції прирівнювалися до феодальної дворянської аристократії (нім. Adel, Adelstand), але з нею ніколи не змішувалися.

## Середньовічна Україна
Патриціату належала фінансова, політико-адміністративна та судова влада в королівських та вільних містах, зокрема, Львові.